# كبشة بنت رافع الأنصارية
كبشة بنت رافع الأنصارية هي كبشة بنت رافع بن معاوية بن عبيد بن الابجر خدرة وأمها الربيع بنت مالك بن عامر فهيرة بن بياضة، تزوجت من معاذ بن النعمان بن امرئ القيس بن زيد بن عبد الاشهل فولدت له سعد بن معاذ و عمرو بن معاذ و اياساً و عقرب و أم حزام بني معاذ بن النعمان.

## إسلامها
أسلمت كبشة وبايعت الرسول محمد صلّى الله عليه وسلّم وماتت بعد ابنها سعد بن معاذ. قامت بواجبات عظيمة ومباركة نحو الإسلام والمسلمين ففي بيتها ترعرعت نواة الإسلام وهي واحدة ممن شهد لها رسول الله بالصدق ودعا لها بالبركة والأجر وهي أم الأبطال.